# Sagan Tosu
Sagan Tosu (jap. サガン鳥栖 Sagan Tosu) – japoński klub piłkarski grający w J1 League. Klub ma siedzibę w Tosu w prefekturze Saga, na wyspie Kiusiu.